# レッツゴー3匹
『レッツゴー3匹』（レッツゴーさんひき）は、URA EVOによる日本の漫画作品。『女性セブン』（小学館）2008年VOL8 - 2010年VOL44にて、『おじしゃま事件です』と交替連載していた。猫をテーマとしたブログ漫画である。携帯電話での配信もあり、単行本やブログもある。

## 概説
実在する猫3匹と、作者一家の写真にフキダシをつけた漫画。猫はWiiのゲームソフトの『女番社長レナWii』にも登場する。

## 登場人物
チェリー
1999年3月20日生まれ。2014年11月21日死去。作者が独身時代から飼っていた雑種の雌猫。プロと仲が悪い。嫁と娘に慣れていない。
プロ
2000年6月20日生まれ。2015年2月28日死去。作者の嫁が独身時代から飼っていた三毛猫で、雌猫。センシュの姉で、鳴き声はソプラノボイス。作者と娘に慣れていない。
センシュ
2000年6月20日生まれ。2014年10月17日朝、心臓疾患の為急逝。黒と白のツートーンカラーの雄猫。プロとは双子で、仲が良い。尻尾が短く、太っている。
URA EVO
漫画の作者で、男性。家族構成は嫁と長女と猫3匹。
嫁
作者の嫁。たまに登場する。
娘
2009年7月生まれで、作者の長女。センシュと仲が良く、コール&レスポンスという名前のコンビを組んでいる。
レナ
推定で1992年生まれ。2009年2月3日死去。黒と白のツートーンカラーの雌猫。2007年12月29日、URA EVO家に引っ越した。センシュとは親子のように仲がよく、腹ペコーズという名前のコンビを結成。煮干しが好物だった。